# Toleman
Toleman Motorsport fue un equipo británico de automovilismo fundado por los hermanos Ted y Bob Toleman en los años 1970. En 1977 participaron en la Fórmula Ford 2000, al año siguiente pasaron a la Fórmula 2 hasta 1980. En 1981 comenzó su proyecto de Fórmula 1 que durará cinco temporadas hasta que en el invierno de 1985 es vendida la escudería a su principal patrocinador United Colors of Benetton, pasando a llamarse a partir de entonces el equipo Benetton Formula.
A lo largo de toda su participación en las temporadas de Fórmula 1, Toleman siempre llevó adelante su trabajo en forma conjunta con el proveedor inglés de motores Brian Hart Ltd., con quien participó desde su ingreso hasta su salida de la categoría.

## Historia

### Fórmula 2 (1978-1980)
Toleman comenzó su andadura en la F2 como equipo cliente, haciendo correr a Rad Dougall con un March 782-BMW, el modelo más habitual entre los equipos privados. A pesar de que en la primera carrera se obtiene un podio (3.º), el resultado no se repetiría, y la temporada no fue demasiado exitosa, 13.º en el campeonato con 8 retiradas y 2 no clasificaciones.
Para 1979 se compró un nuevo chasis a Ralt, y se firmó un importante contrato con Hart Racing Engines, unión que durará también en el periodo de la F1. Para acompañar a Dougall se contrata a Brian Henton, piloto experimentado que ya había participado en F1 con Lotus, March y Boro. A Dougall se le encomienda el March 782-Hart y a Henton el Ralt RT2-Hart, aunque a lo largo de la temporada se adquieren nuevos chasis de ambos tipos. La temporada fue muy buena, Henton consiguió el subcampeonato con 2 victorias (G.P. de Mugello, G.P. del Adriático), 4 podios, 3 poles y 1 vuelta rápida. Dougall fue 6.º, también con 1 victoria (BARC 200), 2 podios y una pole.
En 1980 se da un nuevo salto adelante, se decide construir un monoplaza propio y se contrata al joven ingeniero sudafricano Rory Byrne (que más tarde se convertiría en uno de los ingenieros punteros de la F1), para diseñar el Toleman TG280-Hart, el primer monoplaza del equipo. Se construyen monoplazas para el equipo oficial, con Brian Henton y Derek Warwick y algunos más para otros equipos privados, el Docking Spitzley Ltd. con Huub Roethengatter y Siegfried Stohr y el Sanremo Racing Srl con Alberto Colombo y Carlo Rossi. La temporada de 1980 se presentaba muy interesante, además de los habituales March, Ralt o Chevron se unieron nuevos constructores como Osella, Minardi, AGS, Maurer, Tiga o Merzario, algunos de los cuales pronto pasarían a la F1. Sin embargo la hegemonía de Toleman fue aplastante, Henton ganó 4 veces (BARC-200, Gran Premio de Roma, Gran Premio de Pau y Gran Premio de Mugello), además de 8 vueltas rápidas, 2 poles, 9 podios proclamándose campeón seguido de su compañero Warwick, con 2 victorias (Marlboro Trophy en Silverstone, GP de Monza), 1 vuelta rápida, 4 poles y 8 podios. Los privados también obtuvieron victorias, Stohr 4.º en el campeonato ganó el GP del Mediterráneo y obtuvo 4 podios, Rothengatter fue 7.º y ganó en el GP de Limburgo en Zolder, Colombo fue 10.º y obtuvo un podio. La espectacular temporada la ilustra el GP de Limburgo en el cual los 4 Toleman coparon los puestos de honor, además de conseguirse 4 dobletes más. Tras tan arrolladora temporada el paso natural era el salto a la F1, se venden los TG280 a equipos privados y en noviembre de 1980 el director del equipo, Alex Hawkridge, anuncia el nuevo proyecto.

### Fórmula 1 (1981-1985)

#### Temporada 1981
La primera temporada fue especialmente dura para el equipo. Todo era nuevo, ni Toleman, ni Hart habían participado nunca, y el proveedor de neumáticos Pirelli no estaba en Fórmula 1 desde 1958. También Derek Warwick debutaba y solo Brian Henton tenía la experiencia de 7 grandes premios a sus espaldas. Además la F1 estaba comenzando una radical transformación que se plasmaba en los enfrentamientos FISA vs FOCA. El equipo Toleman se tomó la temporada como de aprendizaje, de nuevo Rory Byrne se encargó del diseño del TG181-Hart, era un monoplaza muy pesado, de 640 kg mientras por lo general el resto estaba entre 560 y 590 kg., se había optado por un motor turbo de 4 cilindros en línea que daba unos 520 CV (a 9500 rpm), potente pero muy voluminoso. Se retrasó el debut hasta el comienzo de la temporada europea, la 4.ª carrera en Imola, en la calificación el mejor tiempo de los Toleman estaba 2" por encima del Fittipaldi de Chico Serra el más cercano a ellos, 4" por encima del ATS de Slim Borgudd, el último de la parrilla y a 9" del Ferrari de Gilles Villeneuve en la pole. En los siguientes grandes premios los Toleman ocupaban las últimas plazas de la calificación aunque a partir de mitad de temporada en Silverstone se comprobaba una ligera mejoría, la calificación estaba ya a unas escasas 2 décimas. Tras 8 carreras y 16 NQ, Henton logró meter su Toleman en el puesto 23.º y penúltimo de la parrilla. En la carrera aunque siempre en los puestos del final, llevó al Toleman hasta la meta en el puesto 10.º a 3 vueltas del vencedor, Alain Prost y su Renault. Tras no clasificarse tampoco en Canadá, Warwick entró en la fecha final (Gran Premio de Las Vegas), aunque no pudo acabar al romper el cambio en la vuelta 42 cuando se encontraba en la posición 13.

#### Temporada 1982
Henton se marcha a Arrows y es sustituido por Teo Fabi para acompañar a Derek Warwick. Los pilotos deben conformarse con unos modelos mejorados del coche del año anterior el Toleman TG181B-Hart y el TG181C. Se consigue reducir el peso 50 kg, hasta los 590 kg., más en la línea de sus competidores. También se consigue aumentar la potencia del motor hasta los 580 CV, lo que permitiría si no ser competitivo, al menos entrar en las parrillas. La primera cita en Kyalami marcará lo que sería toda la temporada, una evidente mejoría en la competitividad pero una alarmante falta de fiabilidad. Fabi rompió el motor en los libres y ni siquiera optó a la calificación, mientras Warwick consiguió una tranquila 14.ª posición en la parrilla aunque tuvo que abandonar por un accidente. En las carreras de Brasil y Long Beach no pasaron la criba de la calificación y en el reducido G.P. de San Marino (se retiraron todas las escuderías de la FOCA), Warwick rompió antes de empezar y Fabi no fue clasificado al llegar a 8 vueltas del líder. En el desgraciado G.P. de Bélgica donde murió Gilles Villeneuve, calificaron ambos (19.º y 21.º) pero de nuevo tuvieron que abandonar Warwick por la transmisión y Fabi por los frenos. Tras no clasificarse en Mónaco y renunciar a las carreras americanas, los Toleman se consolidan en la parte media de las parrillas, sin embargo la falta de fiabilidad es absoluta en lo que resta de temporada de los 13 veces que califican solo en dos ocasiones se consigue terminar la carrera, en el resto un sinfín de problemas de todo tipo, frenos, motor, transmisión, pérdidas de aceite, hasta un total de 11 abandonos. En resumen los mejores resultados de la temporada son un 10.º en Alemania, un 15.º en Francia y una mejor parrilla en el 10.º puesto en Las Vegas.

#### Temporada 1983

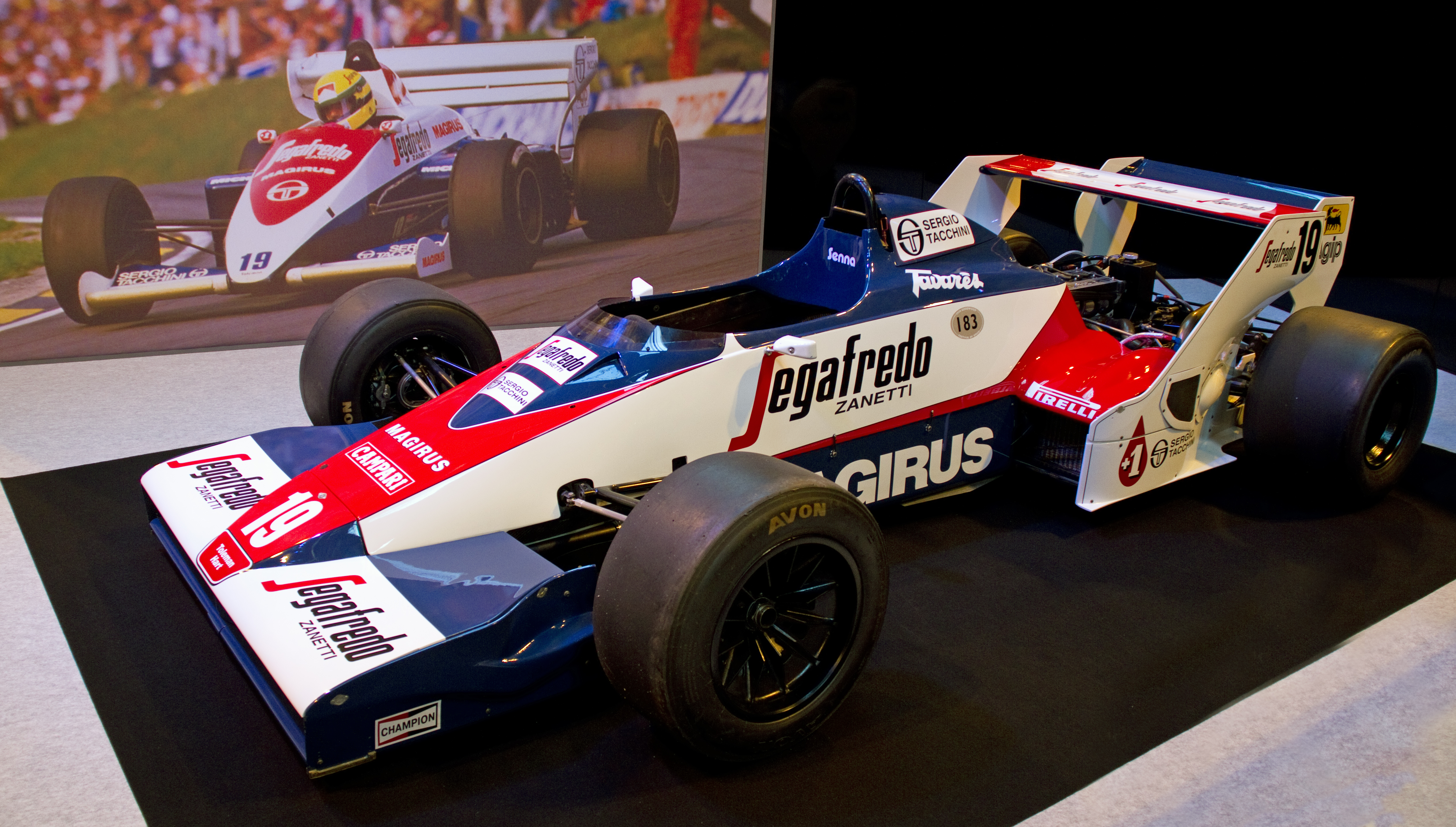
Toleman TG183B exhibido en 2012.

Tras una temporada de aprendizaje y otra de consolidación, los Toleman debían optar en 1983 a la lucha por los puntos. Byrne diseña el nuevo Toleman TG183B-Hart (un modelo anterior TG183 había corrido en Italia y Las Vegas en 1982), se utiliza la fibra de carbono y se diseña doble alerón trasero muy curioso y para algunos extravagante, pero que resultaba bastante competitivo. Ya en la primera carrera Warwick consigue el 5.º mejor tiempo en parrilla a 8 décimas de la pole del Williams de Keke Rosberg. Bruno Giacomelli, sustituto de Fabi, se conforma con la 15.ª plaza. En carrera se consigue un 8.º por Warwick y Giacomelli se retira por un trompo. Sin embargo el problema de la fiabilidad no se consigue resolver, en las 12 primeras carreras de las 23 calificaciones (un solo NQ en Mónaco), solo se consigue terminar en 4 ocasiones, es decir 19 abandonos, entre los que destacan las 8 roturas del motor o el turbo, solo en Bélgica acaban los dos coches, 7.º Warwick, 8.º Giacomelli.
El trabajo del equipo da sus frutos y en las 4 últimas carreras las roturas parecen desaparecer, 7 clasificaciones y un solo abandono. Por fin los Toleman consiguen marcar los ansiados puntos, Warwick es 4.º en Holanda, 6.º en Italia, 5.º en Brands Hatch (GP de Europa) y de nuevo 4.º en Sudáfrica, Giacomelli consigue un punto por su 6.º en Europa. Al final Warwick es 14.º en el campeonato de pilotos con 9 puntos y Giacomelli 19.º. En el campeonato de constructores Toleman consigue una esperanzadora 9.ª posición.

#### Temporada 1984

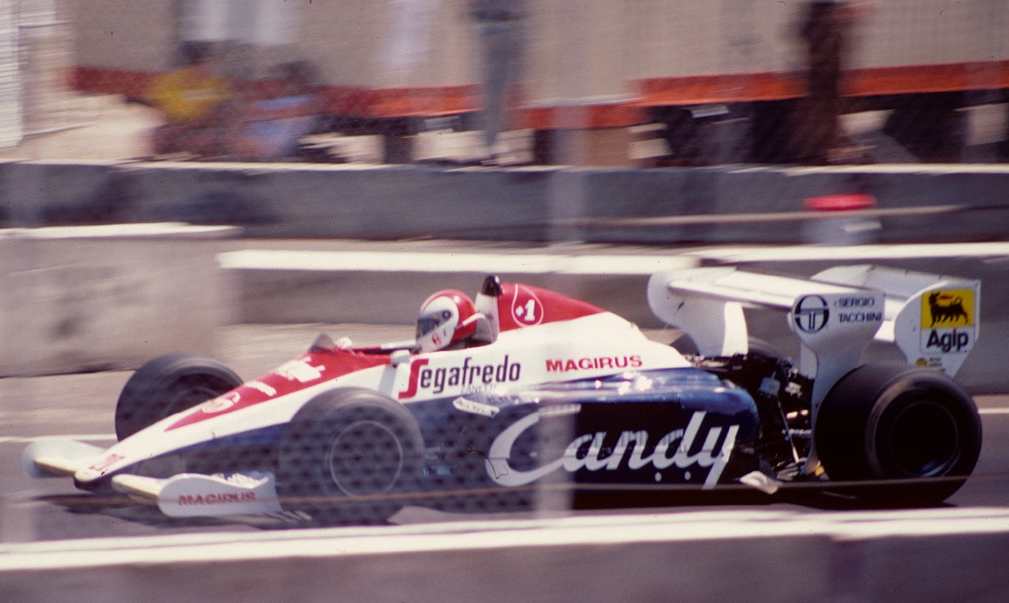
Johnny Cecotto en un Toleman TG184 del Gran Premio de Estados Unidos de 1984 de Fórmula 1.

El equipo se renueva en 1984 se ficha al venezolano Johnny Cecotto, doble campeón del mundo de motociclismo (de 350cc en 1975 y 750cc en 1978) que en 1983 había corrido para Theodore Racing y al brasileño Ayrton Senna figura emergente y campeón de la F3 británica. Se comienza la temporada con el Toleman TG183B del año anterior, que califica en la mitad inferior de la parrilla, pero con el cual Senna se las apaña para marcar dos puntos por sendos 6.º en Sudáfrica (su segunda carrera) y Bélgica. La siguiente carrera en San Marino fue el único gran premio en el cual Senna no consiguió entrar en la parrilla. Para la siguiente carrera ya estaba listo el nuevo modelo el Toleman TG184-Hart, posiblemente el mejor modelo Toleman. Se incidía en el concepto de doble alerón trasero, aún más optimizado, se estilizaba la línea y se conseguía bajar el peso hasta los 540 kg gracias a la fibra de carbono. Pero quizá lo que más aumentó la competitividad del equipo fue el cambio de proveedor de neumático de Pirelli a Michelin con mucha más experiencia en los modelos turboalimentados. 

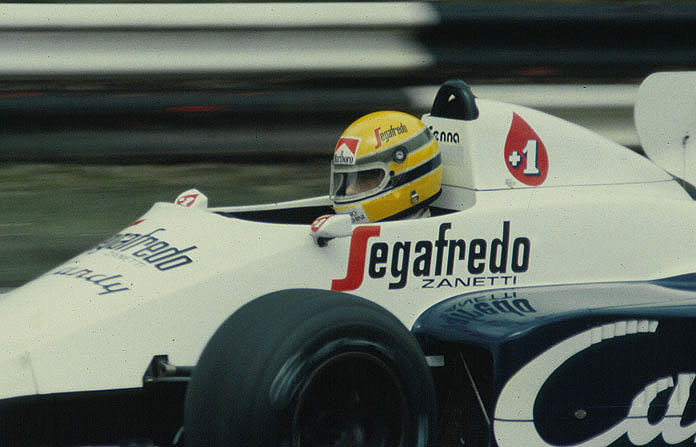
Ayrton Senna sobre el TG184 en el Gran Premio de Gran Bretaña de 1984.

Tras un doble abandono en Francia, en la siguiente carrera en Mónaco, Senna dará la primera de sus espectaculares lecciones de conducción en mojado. Saliendo desde la posición 13, consigue ser 10.º en el primer paso por meta, y comienza una espectacular remontada, 9.º en la 2, 8.º en la 3, 7.º en la 7, 6.º en la 9, 5.º en la 12, 4.º en la 14, 3.º en la 16, 2.º en la 19. A pesar de estar a 20" del líder Alain Prost se lanza en su persecución arrebatándole 1" por vuelta, sin embargo la dirección de la carrera decide suspenderla en la vuelta 31 por las malas condiciones y la pésima visibilidad, Senna acaba 2.º a 7" de Prost. Sin embargo a pesar de ser su mejor resultado y el mejor de Toleman, el brasileño se siente frustrado, tanto él como su equipo estaban seguros de que la carrera era suya. Lamentablemente para el equipo, no se volvió a presentar una oportunidad así, aunque de nuevo Senna mostró su talento consiguiendo dos 3.º en Inglaterra y Portugal (salió 3.º de la parrilla, la mejor posición de Toleman).
Su compañero Cecotto sufrió un fuerte accidente en Inglaterra, en el cual se rompió ambas piernas, acabando así su carrera en la F1. No fue sustituido hasta la carrera de Italia, en la que ocupó su puesto el sueco Stefan Johansson, que ya había corrido con Shadow, Spirit y Tyrrell, en la que se clasificó en 4.ª posición. Curiosamente en esta carrera tampoco corrió Senna, castigado por su equipo al enterarse de que ya había firmado con Lotus para la siguiente temporada sin avisar antes. Su sustituto el debutante Pierluigi Martini no consiguió calificar. El resumen de la temporada fue un 9.º puesto en el campeonato de pilotos para Senna (3 podios y 16 puntos), 16.º para Johansson (3 puntos) y 7.º en el de constructores para Toleman.

#### Temporada 1985

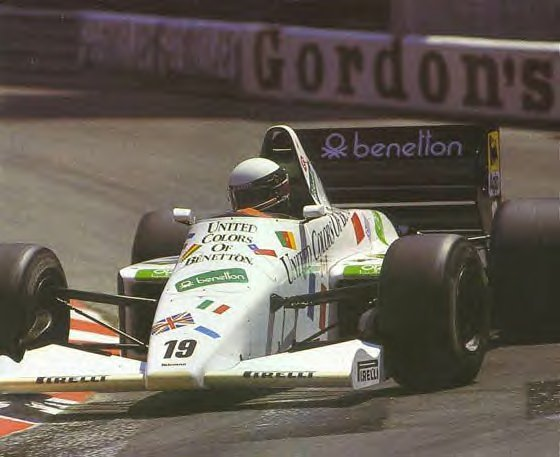
Toleman TG185 de 1985

La marcha de Senna a Lotus fue traumática para el equipo, a pesar de que el nuevo Toleman TG185-Hart parecía competitivo, la temporada empezó con muchos problemas. Michelin dejó de suministrar los neumáticos al equipo, sin que los Toleman hubieran contratado otro proveedor, por ello no pudo participar en las tres primeras carreras. Los pilotos contratados eran Stefan Johansson que sería reemplazo de Michele Alboreto en Ferrari, siendo reemplazado en las primeras 3 pruebas por Emanuelle Pirro (Italia) y en las primeras 7 fechas Maurizio Sandro Sala piloto brasileño en fechas coincidentes con la Fórmula 3 Inglesa con John Watson en 2 fechas el Gp de Portugal en Estoril el 21 de abril y el Gp de Inglaterra el 21 de julio de ese mismo año y haciendo suplencia parcial en el Gp de Europa de dicha temporada del Campeón Mundial de 1984 Niki Lauda, en el equipo McLaren Tag Porsche Goodyear número 1 pero los problemas surgidos en las primeras carreras llevaron al sueco y al irlandés del norte a romper sus contratos y marcharse a Tyrrell en Brasil y firmar un contrato con Ferrari a partir de Portugal. Se consiguió firmar con Pirelli para el resto de la temporada (ya que compraron el contrato de marca italiana del equipo Spirit Racing que desaparecía del mundial después de 3 carreras) y también con Benetton como patrocinador, para contratar como primer piloto al italiano Teo Fabi pero también a partir del Gran Premio de Austria se pudo contar con un segundo piloto, el italiano Piercarlo Ghinzani que provenía de Osella. Sin embargo de nuevo aparecieron los problemas de fiabilidad, todavía con mayor gravedad, en las 13 participaciones se calificaron los 20 coches que presentaron, pero solo se consiguió terminar en 1 ocasión (12.º Fabi en Italia), es decir 19 abandonos entre los que destacan 10 roturas de motor. La única nota positiva de la temporada fue la Pole Position marcada por Fabi en el Gran Premio de Alemania, con 12"2 por debajo del 2.º calificado, el Ferrari de Johansson. Al final de la temporada el patrocinador Benetton decide comprar todo el equipo, la estructura de la escudería se mantendría en el nuevo Benetton Formula, aunque cambiaría la motorización de Hart por BMW.

## Resultados

### Fórmula 1
(Clave) (negrita indica pole position) (cursiva indica vuelta rápida)

| Año         | Chasis              | Motor                  | Neu. | N.º | Pilotos            | 1   | 2   | 3    | 4   | 5   | 6    | 7   | 8   | 9   | 10  | 11  | 12  | 13  | 14  | 15  | 16  | Puntos | Pos. |
| ----------- | ------------------- | ---------------------- | ---- | --- | ------------------ | --- | --- | ---- | --- | --- | ---- | --- | --- | --- | --- | --- | --- | --- | --- | --- | --- | ------ | ---- |
| 1981        | TG181               | Hart 415T 1.5 turbo L4 | P    |     |                    | USW | BRA | ARG  | SMR | BEL | MON  | ESP | FRA | GBR | GER | AUT | NED | ITA | CAN | LVG |     | 0      | NC   |
| 1981        | TG181               | Hart 415T 1.5 turbo L4 | P    | 35  | Brian Henton       |     |     |      | DNQ | DNQ | DNPQ | DNQ | DNQ | DNQ | DNQ | DNQ | DNQ | 10  | DNQ | DNQ |     | 0      | NC   |
| 1981        | TG181               | Hart 415T 1.5 turbo L4 | P    | 36  | Derek Warwick      |     |     |      | DNQ | DNQ | DNPQ | DNQ | DNQ | DNQ | DNQ | DNQ | DNQ | DNQ | DNQ | Ret |     | 0      | NC   |
| 1982        | TG183B TG181C TG183 | Hart 415T 1.5 turbo L4 | P    |     |                    | RSA | BRA | USW  | SMR | BEL | MON  | USE | CAN | NED | GBR | FRA | GER | AUT | SUI | ITA | LVG | 0      | NC   |
| 1982        | TG183B TG181C TG183 | Hart 415T 1.5 turbo L4 | P    | 35  | Derek Warwick      | Ret | DNQ | DNPQ | Ret | Ret | DNQ  |     |     | Ret | Ret | 15  | 10  | Ret | Ret | Ret | Ret | 0      | NC   |
| 1982        | TG183B TG181C TG183 | Hart 415T 1.5 turbo L4 | P    | 36  | Teo Fabi           | DNQ | DNQ | DNQ  | NC  | Ret | DNPQ |     |     | DNQ | Ret | Ret | DNQ | Ret | Ret | Ret | DNQ | 0      | NC   |
| 1983        | TG183 TG183B        | Hart 415T 1.5 turbo L4 | P    |     |                    | BRA | USW | FRA  | SMR | MON | BEL  | USE | CAN | GBR | GER | AUT | NED | ITA | EUR | RSA |     | 10     | 9.º  |
| 1983        | TG183 TG183B        | Hart 415T 1.5 turbo L4 | P    | 35  | Derek Warwick      | 8   | Ret | Ret  | Ret | Ret | 7    | Ret | Ret | Ret | Ret | Ret | 4   | 6   | 5   | 4   |     | 10     | 9.º  |
| 1983        | TG183 TG183B        | Hart 415T 1.5 turbo L4 | P    | 36  | Bruno Giacomelli   | Ret | Ret | 13   | Ret | DNQ | 8    | 9   | Ret | Ret | Ret | Ret | 13  | 7   | 6   | Ret |     | 10     | 9.º  |
| 1984        | TG183B TG184        | Hart 415T 1.5 turbo L4 | P M  |     |                    | BRA | RSA | BEL  | SMR | FRA | MON  | CAN | USE | USA | GBR | GER | AUT | NED | ITA | EUR | POR | 16     | 7.º  |
| 1984        | TG183B TG184        | Hart 415T 1.5 turbo L4 | P M  | 19  | Ayrton Senna       | Ret | 6   | 6    | DNQ | Ret | 2    | 7   | Ret | Ret | 3   | Ret | Ret | Ret |     | Ret | 3   | 16     | 7.º  |
| 1984        | TG183B TG184        | Hart 415T 1.5 turbo L4 | P M  | 19  | Stefan Johansson   |     |     |      |     |     |      |     |     |     |     |     |     |     | 4   |     |     | 16     | 7.º  |
| 1984        | TG183B TG184        | Hart 415T 1.5 turbo L4 | P M  | 20  | Stefan Johansson   |     |     |      |     |     |      |     |     |     |     |     |     |     |     | Ret | 11  | 16     | 7.º  |
| 1984        | TG183B TG184        | Hart 415T 1.5 turbo L4 | P M  | 20  | Johnny Cecotto     | Ret | Ret | Ret  | NC  | Ret | Ret  | 9   | Ret | Ret | DNQ |     |     |     |     |     |     | 16     | 7.º  |
| 1984        | TG183B TG184        | Hart 415T 1.5 turbo L4 | P M  | 20  | Pierluigi Martini  |     |     |      |     |     |      |     |     |     |     |     |     |     | DNQ |     |     | 16     | 7.º  |
| 1985        | TG185               | Hart 415T 1.5 turbo L4 | P    |     |                    | BRA | POR | SMR  | MON | CAN | USE  | FRA | GBR | GER | AUT | NED | ITA | BEL | EUR | RSA | AUS | 0      | NC   |
| 1985        | TG185               | Hart 415T 1.5 turbo L4 | P    | 19  | Teo Fabi           |     |     |      | Ret | Ret | Ret  | 14  | Ret | Ret | Ret | Ret | 12  | Ret | Ret | Ret | Ret | 0      | NC   |
| 1985        | TG185               | Hart 415T 1.5 turbo L4 | P    | 20  | Piercarlo Ghinzani |     |     |      |     |     |      |     |     |     | DNS | Ret | DNS | Ret | Ret | Ret | Ret | 0      | NC   |
| Referencia: |                     |                        |      |     |                    |     |     |      |     |     |      |     |     |     |     |     |     |     |     |     |     |        |      |